# Ligamentum teres uteri
Das Ligamentum teres uteri („rundes Gebärmutterband“) oder Ligamentum rotundum ist ein Teil des Befestigungsapparates der Gebärmutter (Uterus), des Parametriums. Es durchquert den Leistenkanal (Canalis inguinalis) auf seinem Weg vom Tubenwinkel der Gebärmutter zu den großen Schamlippen. Bei Tieren hat es keine Beziehung zu den Schamlippen, sondern endet am Leistenspalt bzw. bei Hündinnen im Processus vaginalis. Embryonal entsteht das Ligamentum teres uteri als Überbleibsel des unteren (bei Tieren hinteren) Keimdrüsenbands.
Das Ligamentum teres uteri wird von einer das Band versorgenden Arterie begleitet, der Arteria ligamenti teretis uteri. Von klinischer Bedeutung ist es insofern, als sich Tumorzellen über dieses Band von der Gebärmutter bis in die großen Schamlippen ausbreiten können.